# Чисти (Вологодская область)
Чисти — деревня в Вашкинском районе Вологодской области.
Входит в состав Липиноборского сельского поселения (с 1 января 2006 года по 8 апреля 2009 года входила в Ухтомское сельское поселение), с точки зрения административно-территориального деления — в Ухтомский сельсовет.
Расстояние до районного центра Липина Бора по автодороге — 23 км. Ближайшие населённые пункты — Дурасово, Павлово, Речаково.
По переписи 2002 года население — 5 человек.